# Diadenium
Diadenium es un género de orquídeas epifitas . Tiene dos especies. Son originarias de Sudamérica.

## Descripción
Son plantas pequeñas, de color verde oscuro, corto rizoma y pseudobulbos oblongos, unifoliados, recortados por la envoltura de la hoja o no, y las hojas coriáceas, comparativamente grandes. La inflorescencia, que brota de la axila de las vainas de pseudobulbos, y  la panícula, erecta, con flores de color rosa pálido o morado escasamente distribuidas, pero cuyo peso recae la carga más en los extremos de la panícula.

## Distribución
Estas especies son interesantes, epífitas que crecen en la naturaleza amazónica Cisandina, más al noroeste,  donde se producen en los bosques muy húmedos sobre los troncos de los árboles en lugares de sombra moderada.

## Evolución, filogenia y taxonomía
Se propuso por Poepp. & Endl. en Nueva Géneros Especies plantarum 1: 41, en 1836.  El Diadenium micranthum Poepp. & Endl. es la especie tipo.
Diadenium, tal como se definen en el 2008, consta de sólo dos especies, una es la especie tipo, y el otro es el antiguo género monotípico Chaenanthe ahora sujeto a Diadenium.
Schlechter, y Hoehne, en su Flora Brasílica, consideran inaceptable la unión de dos géneros con flores tan diferentes.  El formato de  la base de los sépalos laterales de las flores, fácilmente diferenciado de estos dos géneros, en Chaenanthe es ancho y corto, y no se fisura en la parte ventral, pero en Diadenium es largo, delgado y agrietad0.

## Especies
| - Diadenium barkeri - Diadenium micranthum |